# L'Accordée de village
L’Accordée de Village est un tableau de Jean-Baptiste Greuze (92 × 117 cm) présenté au salon de peinture de 1761, où il reçoit un accueil unanimement élogieux de la part des critiques, notamment de la part de Denis Diderot. Il s’agit de la première réalisation d’un type de peinture dans lequel Greuze devait s’illustrer à plusieurs reprises par la suite : la « peinture morale ».
Il est actuellement conservé au musée du Louvre de Paris.

## Le sujet
Le sujet du tableau figure un intérieur villageois du XVIIIe siècle, où l’on voit un père payer la dot de sa fille au fiancé de celle-ci, fiancé qui écoute avec attention les propos que tient le vieillard.
La fiancée quant à elle baisse pudiquement la tête, un bras passé au-dessous de celui de son futur époux, dont elle semble ne pas oser prendre la main, qu’elle effleure seulement. Son autre main est tenue par sa mère en larmes, comme est en larmes sa jeune sœur, qui a passé un bras autour de son cou. Sa sœur aînée (à moins qu’il ne s’agisse d’une servante ?), appuyée sur le dossier du fauteuil où est assis le père, en revanche, contemple la scène avec un dépit sans doute dû à la jalousie.
Un notaire, assis en bas à droite, établit le contrat de mariage, tandis qu'à l’autre bout du tableau, deux servantes contemplent la scène.

La famille compte trois autres enfants, en bas âge, dont un seul s’intéresse à la scène (celui qui est debout derrière la mère) : la petite fille donne du pain à une poule et à ses poussins, tandis qu’un petit garçon joue avec les papiers étalés devant la table sur laquelle écrit le notaire.

## Au salon de peinture de 1761
L’Accordée de village était l’un des six tableaux présentés par Greuze à ce salon. Le peintre en avait retardé la présentation (il ne fut visible que durant les dernières semaines du salon), afin d’exciter la curiosité du public. Cette stratégie fut payante : on se pressait en masse devant le tableau, à tel point que Diderot écrit qu’il ne put l’approcher qu’avec difficultés.
L’enthousiasme du public et de la critique pour cette œuvre fut unanime : elle « étonna et conquit d’emblée [...] par la puissance de son caractère narratif, sa richesse en détails réalistes [...] et la force avec laquelle il [le tableau] conduit le spectateur à une totale compréhension de la scène. »
Diderot, rendant compte à Grimm de ce qu’il avait vu au salon ne tarissait pas non plus d’éloges : les figures s’enchaînent, observait-il, et « vont en ondoyant et en pyramidant. » Mais cette construction rigoureuse donne pourtant une impression de naturel, et n’apparaît pas comme ayant été voulue ni même pensée par l'artiste.
Les personnages figurés dans le tableau sont crédibles. La fiancée, par exemple, dont l’expression semble parfaitement équilibrée, tiraillée entre ses parents et son futur époux : « Plus à son fiancée, et elle n’eût pas été assez décente ; plus à son père ou à sa mère, et elle eût été fausse. »
Dans ce compte-rendu, Diderot faisait toutefois part à son correspondant de quelques légères réserves : ainsi, la tête du père est la même que celle qu’il a peinte pour deux autres tableaux (le « paralytique », et Le Père de famille expliquant la Bible à ses enfants), « ou du moins ce sont trois frères avec un grand air de famille. » Qui plus est, on se demande si le personnage qui se tient debout derrière le père est bien la sœur aînée, ou s’il s’agit d’une servante : « la plupart de ceux qui regardent le tableau, la prennent pour une servante et [...] les autres sont perplexes » (Grimm ne devait pas être d’accord avec Diderot sur ce point : selon lui, le spectateur ne pouvait pas s’y tromper : il s’agit bien de la sœur aînée.)
Enfin, Diderot attribuait à « une femme de beaucoup d’esprit » la remarque selon laquelle les personnages du tableau seraient, pour partie d’entre eux (le père, le fiancé et le notaire), de vrais paysans, mais que les autres personnages trouveraient plutôt leur modèle dans « la halle de Paris. »
Néanmoins, concluait le philosophe, ces critiques n’étaient que des « bagatelles », et il valait mieux « s’extasier devant un morceau qui présente des beautés de tous côtés », et qui était vraisemblablement ce que Greuze avait jusque-là fait de meilleur.

## L’Accordée de villageet la peinture morale
Ce que Diderot avait tout particulièrement apprécié dans ce tableau, et qu’il devait apprécier dans un certain nombre de tableaux suivants (La Piété filiale, Le Fils ingrat et Le Fils puni...), c’était le fait que le peintre avait en vue, non pas de figurer « la débauche et le vice », mais de « concourir [...] à nous toucher à nous instruire, à nous corriger et à nous inviter à la vertu. » Par là, Greuze rejoignait l’un des souhaits formulés par l’auteur des Pensées détachées sur la peinture, la sculpture, l’architecture et la poésie : faire en sorte que la peinture contribue à l’éducation morale par la mise en scène de la vertu :
« 
Je sacrifierais volontiers le plaisir de voir de belles nudités, écrivait Diderot, si je pouvais hâter le moment où la peinture et la sculpture plus décentes et plus morales songeront à concourir avec les autres beaux-arts à inspirer la vertu et à épurer les mœurs. »
Greuze était donc, selon Diderot, le premier à avoir donné un début de réalisation à ce programme, qui rapprochait la peinture des arts dramatique et narratif, qui poursuivaient des objectifs similaires ; « le premier qui se soit avisé de donner des mœurs à l’art et d’enchaîner des évènements d’après lesquels il serait facile de faire un roman. »

## Succès et postérité
Comme pour donner raison à Diderot, le tableau de Greuze devait dès la fin de l’année 1761 servir de modèle pour une œuvre littéraire : un conte de l'abbé Aubert intitulé justement L’Accordée de village (dans lequel était d’ailleurs décrit le tableau.) Par ailleurs, les comédiens italiens devaient en faire un tableau vivant présenté lors des Noces d’Arlequin.
De très nombreuses copies du tableau, reproduisant la totalité de sa composition ou des figures détachées virent le jour au XIXe siècle. Cela aussi, Diderot, l’avait anticipé : il concluait en effet son compte-rendu à Grimm en indiquant que « cette sorte de peinture est particulièrement destinée à être copiée. »

## Dessins préparatoires
Greuze réalisa plusieurs dessins préparatoires pour cette œuvre:
- Une composition d’ensemble est conservée au palais des Beaux-arts de la ville de Paris (Petit Palais[17].)
- Une autre composition d’ensemble, moins poussée fut vendu par l’antiquaire parisien Maurice Ségoura[18].
- Une étude à la sanguine du notaire passa en vente chez Sotheby's à Monaco.

L’intérêt des deux dessins d’ensemble est de montrer l’évolution de la mise en place des personnages, et la progression du personnage au fond, montant l’escalier, coupé dans l'œuvre définitive, à mi-hauteur dans le dessin du Petit Palais.